# أوتيس هوارد
أوتيس هوارد (بالإنجليزية: Otis Howard) مواليد 5 نوفمبر 1956 في أوك ريدج، هو لاعب كرة سلة أمريكي سابق. بدأ مسيرته الاحترافية في سنة 1978. تم اختياره من قبل فريق ميلووكي باكز خلال الدرافت. يبلغ طوله 6 قدم 7 بوصة (2.0 م). اعتزل اللعب في 1990.

## المسيرة الاحترافية
لعب مع ميلووكي باكز في سنة 1978، ثم لعب مع ديترويت بيستونز في سنة 1978، ثم لعب مع نادي برشلونة لكرة السلة في الدوري الإسباني في موسم 1984–1985، ثم لعب مع نادي فيرول لكرة السلة من سنة 1985 إلى 1987، ثم لعب مع نادي مونتكاتيني الرياضي في موسم 1988–1989، ثم لعب مع نادي تنريفي لكرة السلة في الدوري الإسباني في موسم 1989–1990.

## روابط خارجية
- أوتيس هوارد على موقع إن بي أي (الإنجليزية)
- أوتيس هوارد على موقع سبورتس رفرنس (الإنجليزية)
- أوتيس هوارد على موقع الدوري الإسباني لكرة السلة (الإسبانية)
- أوتيس هوارد على موقع كلية كرة السلة في سبورتس رفرنس.كوم (الإنجليزية)
- أوتيس هوارد على موقع ريلجم (الإنجليزية)
- أوتيس هوارد على موقع بروبوليرز (الإنجليزية)
- أوتيس هوارد على موقع سبورتس رفرنس (الإنجليزية)